# Schalungsspannkette
Schalungsspannketten (auch Verbau- oder Kanalketten genannt) werden in Verbindung mit Spundwänden eingesetzt. Eine Spundwand dient zur Absicherung einer Baugrube, die das Nachrutschen des die Grube umgebenden Erdreichs und/oder den Einbruch von Wasser verhindern soll. Ab einer gewissen Höhe der Wand ist eine zusätzliche Sicherung erforderlich. Diese kann durch Schalungsspannketten erfolgen. 
Schalungsspannketten bestehen aus Ketten nach DIN 5685, sowie beidseitig eingeschweißten Zugkettenhaken ohne Sicherungsfalle. Die Standardlänge beträgt in der Regel 2500 mm. Die Oberfläche ist galvanisch verzinkt. Spannketten werden in den Kettendimension 5,5 mm, 8 mm sowie 10 mm angeboten.
Schalungsspannketten bestehen aus Ketten nach DIN 5685 – langgliedrig. Ketten nach DIN 5685 sind nicht geprüft und dürfen somit nicht zum Heben von Lasten verwendet werden. 
Die ermittelten Bruchkräfte stellen nur theoretische Werte dar. Ein Prüfzeugnis kann vom Hersteller somit nicht erstellt werden.